# Janggu

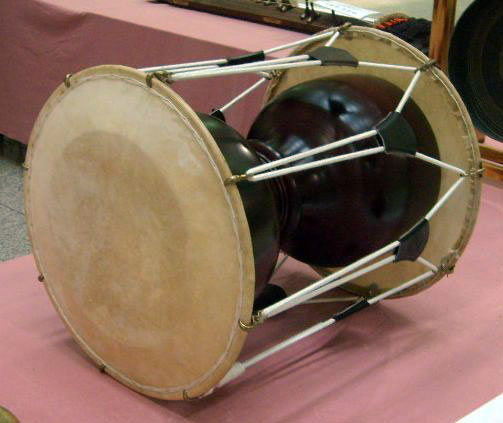

O janggu é um instrumento musical de origem coreana bastante assemelhado aos tambores.